# Lorrain-Smith-Effekt
Der Lorrain-Smith-Effekt ist eine Schädigung der Lunge, die durch die langzeitliche Einwirkung eines erhöhten Sauerstoff-Partialdrucks hervorgerufen wird. Er ist eine Teilform der Sauerstofftoxikose. Benannt wurde der Effekt nach dem britischen Arzt James Lorrain Smith (1862–1931).
Beim Tauchen wird die Lunge einem höheren Druck als über der Wasseroberfläche ausgesetzt. Bei der Aufnahme des Sauerstoffs aus der Atemluft kommt es durch den hohen Sauerstoffpartialdruck zu einem Anschwellen der Lungenalveolen (Lungenbläschen) und des Surfactants. Dadurch kollabieren die Alveolen und ihre Funktion wird gestört. Als Folge davon kommt es zu einem verminderten Gasaustausch zwischen Atemluft und Blutkreislauf, bei längerem Einwirken des zu hohen Sauerstoffpartialdrucks machen sich gesundheitsschädliche Folgen bemerkbar, die als Lorrain-Smith-Effekt bzw. pulmonale Schädigung durch hyperbaren Sauerstoff bezeichnet werden. Symptome dafür sind Übelkeit, Müdigkeit, Orientierungs- und Leistungsschwäche, Schwindelgefühl, niedrige Atemfrequenz, erhöhter Atemwiderstand, Lungenschmerzen und Engegefühl in der Brustgegend.
All diese Symptome treten im Gegensatz zum Paul-Bert-Effekt erst nach Langzeiteinwirkung von Sauerstoff unter großem Druck ein, besonders gefährdet sind Taucher (hier im Besonderen Taucher, die Nitrox- bzw. Trimix-Gemische verwenden) wie auch Patienten 
der hyperbaren Medizin durch die Behandlung in einer Sauerstoffdruckkammer.